# Antodice fasciata
Antodice fasciata là một loài bọ cánh cứng trong họ Cerambycidae.